# Michał Mycielski (generał)
Michał Mycielski (ur. 24 czerwca 1797 w Berlinie, zm. 27 września 1849 w Trois Moulins, we Francji) – generał brygady Wojska Polskiego.

## Życiorys
W 1810 wraz z bratem Ludwikiem zostaje wysłany do Francji i umieszczony w liceum w Metz, jednak na wieść o gotującej się wyprawie na Moskwę wstępuje 11 marca 1812 do wojska polskiego i dostaje przydział do sztabu głównego, a 14 czerwca zostaje przydzielony jako oficer służbowy do sztabu francuskiego generała Grouchy. Po pewnym czasie zmienia przełożonego i we wrześniu zostaje drugim adiutantem gen. Kosińskiego u którego przechodzi chrzest bojowy 23 września 1812 podczas bitwy pod Pawłowicami.
W czasie wycofywania się w październiku do granic Księstwa zostaje ranny lancą w szyję podczas obrony Bugu pod Uściługiem. Nie opuszcza jednak szeregów, lecz po zwinięciu korpusu wyrusza w rodzinne strony poznańskie gdzie gen. Dąbrowski ściągnął pułki polskie, które po klęsce korpusu gen. Reynier pod Kaliszem cofnęły się na Śląsk. Michał przechodzi ze sztabu do linii i jako ppor. zostaje przydzielony do 4 pułku ułanów ppłk. Kostaneckiego. Nie zagrzał tam długo miejsca i po kilku tygodniach zostaje adiutantem w sztabie gen. Dąbrowskiego, odbywając na tym stanowisku kampanię 1813 roku. Walczy pod Denewitz 6 września, a kilka tygodni później bierze udział w „Bitwie Narodów” pod Lipskiem. Wychodzi w tej walce obronną ręką, ale 19 października zostaje ranny w lewą nogę i nie opuszczając szeregów podąża z oddziałem za cesarzem walcząc jeszcze pod Hanau. Na początku stycznia w Sedanie odbyła się reorganizacja armii Księstwa Warszawskiego i Michał dostaje przydział do 2 p. uł. dowodzonego przez płk. Siemiątkowskiego, odbywając z nim całą krwawą kampanię 1814 roku. Bierze udział w ważniejszych bitwach m.in. Pod Berry au Bac, Laon, Longers, Soisson, Reims, Arcisur-Aube, Chateau Thierry i wreszcie pod Saint-Dizier. Powraca do kraju z korpusem dowodzonym przez gen. Wincentego Krasińskiego, zaciągając się do szeregów polskich formowanych pod protektoratem Rosji. Był już doświadczonym żołnierzem, który odbył trzy kampanie i uczestniczył w 15 bitwach.
Za odwagę i dobre zachowanie w boju otrzymał Krzyż Virtuti Militari i francuską Legię Honorową za udział w kampanii 1812 roku. W nowym wojsku zostaje umieszczony jako porucznik wyborowego szwadronu strzelców konnych, który został zmieniony na szwadron gwardyjski. Doczekał się stopnia kapitana w dniu 6 grudnia 1818 roku w pułku strzelców konnych gwardii. Po śmierci ojca otrzymuje w spadku Szamotuły, ale pozostawia wszystkie sprawy majątkowe matce i wyjeżdża do Warszawy. Tam pokazuje się na salonach wybijając się na pierwsze miejsce i spędzając mile karnawał 1818 roku. Od 26 września 1824 roku był adiutantem wielkiego księcia Konstantego. Zostaje aresztowany wraz ze swym przyjacielem przez Rosjan jako jeden z przywódców przygotowywanego ruchu wyzwoleńczego. Zostaje zamknięty w klasztorze karmelitów zamienionym na więzienie, ale nikogo nie zdradza i nie wyjawia żadnej kompromitującej jego tajemnicy. Po dwóch miesiącach zostaje uwolniony i przywrócony do służby. Mając dość kaprysów swego dowódcy postanawia 16 września 1829 złożyć dymisję na ręce naczelnika sztabu głównego gen. Kuruty, motywując ją złym stanem zdrowia. Dymisję otrzymuje 30 października z awansem na stopień podpułkownika oraz prawo noszenia munduru swego pułku. Z Warszawy udaje się w rodzinne strony, a następnie wyjeżdża do Paryża. Podczas swojego pobytu dowiaduje się o wybuchu powstania listopadowego w Królestwie. Wyrusza z Francji do kraju. Dociera szczęśliwie do Głogowa, gdzie zostaje aresztowany i pod eskortą żandarmów przewieziony do Berlina. Otrzymuje tam paszport do Królestwa w którym odwiedza swoją matkę i zaciąga się w szeregi wojska. Trafia na moment przygotowywania wyprawy partyzanckiej na Wołyń. Młody podpułkownik otrzymuje rozkaz w którym zostaje wyznaczony do prowadzenia małej wojny i wyznaczający go do objęcia komendy wyprawy na Wołyń.
W 1830 roku został nagrodzony Znakiem Honorowym za 15 lat służby.
W czasie powstania listopadowego był adiutantem Generała Józefa Chłopickiego stojąc przy jego boku dnia 19 lutego 1830, podczas bitwy pod Wawrem, a następnie był dowódcą brygady kawalerii. Zostaje przydzielony do prowadzenia pertraktacji o wymianę jeńców i zawieszenie broni. W dniu 27 lutego Michał Mycielski obejmuje dowództwo nad 2 p.uł., biorąc jednocześnie udział w negocjacjach z Dybiczem w sprawie zakończenia wojny. Z negocjacji nic nie wyszło, a armia rosyjska dokonała przegrupowania zamierzając sforsować Wisłę w jej górnym biegu i przez Radom uderzyć na Warszawę. Armia polska została zgrupowana z końcem marca i przechodząc przez most wyłożony słomą uderzyła na wroga. Michał wiódł swój 2 pułk w brygadzie gen. Kickiego. Przednia straż armii rosyjskiej została rozbita, a nasze wojska ruszyły za nią w pościg. Chcąc doprowadzić do przerwania łączności między Dybiczem a posiłkami idącymi z Rosji, armię polską rozdzielono. W grupie obchodowej gen. Prądzyńskiego znalazł się 2 pułk dowodzony przez Michała Mycielskiego. Walczył pod wsią Domanice i Siedlcami, a następnie ruszył z wyprawą na gwardię w brygadzie Kickiego. Dochodzi z armią do Tykocina, a następnie pod Ostrołęką dochodzi do walki w której ginie gen. Kicki. 3 marca 1831 odznaczony Krzyżem Kawalerskim Orderu Virtuti Militari.
Po jego śmierci Michał Mycielski obejmuje dowództwo nad osieroconą brygadą pozostając na tym stanowisku przez cały czerwiec. W lipcu przechodzi na stanowisko dowódcy brygady w II Dywizji Jazdy gen. Turno biorąc udział w utarczkach pod Płońskiem. Wspiera na czele czterech szwadronów w dniu 5 lipca akcje gen. Jaraczewskiego, a 23 lipca na czele swojej brygady ponownie walczył z wrogiem. Pod Sochaczewem w miejscu grupowania się armii, otrzymuje stopień generała brygady. W stopniu tym nie pozostawał długo, ponieważ choroba piersiowa zmusiła go do wzięcia urlopu i spędzenia dłuższego czasu w stolicy. Został tam nawet wyznaczony przez Dembińskiego na prezesa sądu wojennego. Stanowisko to było jego ostatnim udziałem w powstaniu. Podaje się do dymisji, którą otrzymuje 2 września. Zamierzał udać się do Włoch, ale jego podróż nie doszła do skutku. Ruszył do Płocka i 5 września dotarł do posterunku celnego w Silnie zatrzymując się tam do 16 września. Otrzymawszy paszport rusza do Torunia, a dalej przez Bydgoszcz do Poznania docierając tam 20 września. Starał się o możliwość wyjazdu do Francji, gdzie grupowała się emigracja polska. Nie szczęściło się Michałowi na emigracji, ponieważ w 1832 okradziono go, a później miał kłopoty finansowe. Z końcem 1832 przybył do kraju bawiąc w Poznaniu i Lwowie, a następnie powraca do Francji. W 1840 umiera mu matka. Otrzymuje paszport na wjazd do Księstwa Poznańskiego i udaje się do rodziny. Zrzeka się spadku po matce i powraca do Paryża, gdzie zaczyna zgłębiać wiedzę o mistycyzmie. Zacieśnia się również w tym czasie stosunek Michała z Mickiewiczem.
W 1842 otrzymuje paszport zezwalający na trzymiesięczny pobyt w Wielkim Księstwie Poznańskim. Powracając przez Berlin i Brukselę odwiedza swego dawnego naczelnego wodza z czasów powstania gen. Skrzyneckiego. Udaje się raz jeszcze do swoich dóbr w Poznańskiem w 1843 roku starając się uporządkować swoje interesy rodzinne. Wracając z kraju odwiedza Ostendę w której ponownie spotyka się ze Skrzyneckim. W 1844 kupuje folwark Trois Moulins pod Melun spędzając w nim większość roku. Podupada jednak na zdrowiu przechodząc jednocześnie ciężkie zapalenie płuc. Okres „Wiosny Ludów” spędza w Paryżu gdzie ponownie choruje na płuca, ale szczęśliwie z niej wychodzi. Z końcem sierpnia odwiedza go brat Józef z małżonką Izabelą. Był już wtedy w złym stanie, a za namową brata udaje się 3 września do Trois Moulins, gdzie panuje łagodniejszy klimat. Jego stan zdrowia pogorszył się gwałtownie i 27 września 1849 roku o godzinie 7.30 umiera. Pogrzeb miał żołnierski. Nie spoczywał długo w obcej ziemi. Jego zwłoki zostały przewiezione w 1853 roku do kraju i pochowane na Św. Górze pod Gostyniem.